# Neopromachus wallacei
Neopromachus wallacei är en insektsart som först beskrevs av John Obadiah Westwood 1859.  Neopromachus wallacei ingår i släktet Neopromachus och familjen Phasmatidae. Inga underarter finns listade i Catalogue of Life.